# Walter Ramírez (comediante)
Walter Rodríguez Ramírez (Lima, 24 de julio de 1959), más conocido como Walter Ramírez o por su sobrenombre, Cachito, es un comediante peruano. Su papel más popular es el Chorri, un personaje parodia del futbolista peruano Roberto Palacios.

## Biografía
Nació en el distrito de Rímac el 24 de julio de 1959 en una familia de bajos recursos conformada por 5 hermanos.
Como era el mayor de ellos, y su padre había fallecido, empezó a trabajar como vendedor de dulces. Su participación en el mundo de la comicidad empezó haciendo de payaso Cachito en el Circo Perejil. Recibió la tutoría del comediante Tripita.
Más tarde, se hizo cómico ambulante, participando en diferentes concursos, entre ellos en el programa concurso Trampolín a la fama. Participó en el programa cómico Las mil y una de Carlos Álvarez en 1996, junto con Carlos Álvarez. Allí fue popular su imitación del exfutbolista César Cueto. Aunque al original le disgustaba la parodia.
Siguió trabajando en el circo y montando espectáculos alrededor del país. Sin embargo, volvió a trabajar con Álvarez en Caiga quien caiga en 1998, luego en Los Álvarez en 1999, Parlamiento en 2001, Los Inimitables en 2004 y más tarde en El especial del humor. Allí destacó por la imitación de diferentes celebridades nacionales e internacionales, tales como Santi (Santiago Acasiete), Lucía de la Crush (Lucía de la Cruz), el Chorri (Roberto Palacios), la Tulicienta (Tula Rodríguez), así como sus caracterizaciones como el líder de la pandilla de Ate, etc.
A inicios de la segunda década del siglo XXI, volvió al Rímac junto con su actual esposa. En 2015, hizo un cameo en la película peruana ¡Asu mare! 2.[cita requerida]
También, participó en un comercial para la televisión peruana en 2019. 
Actualmente, Ramírez forma parte del elenco del también comediante Jorge Benavides, en el que, además de personificar a varios personajes, realiza imitaciones nuevas.

## Imitaciones
- Alicia Delgado, nombrada Alicia Delgrado
- Celine Aguirre, nombrada Celine Agarre
- Javier Velásquez Quesquén, nombrado Javier Velásquez Quesoquén
- Juan José Oré, nombrado Jota Jota Pobré
- Karen Dejo, nombrada Karen Rejo
- Lady Bardales, nombrada Lady
- Lucía de la Cruz, nombrada Lucía de la Crush
- María Elena Medianero, nombrada Elena Lloranero
- Mercedes Cabanillas, nombrada Mercedes Cadenillas
- Reimond Manco, nombrado Raimon
- Roberto Palacios, nombrado el Chorri Palacios
- Santiago Acasiete, nombrado Santi Acasiete
- Tula Rodríguez, nombrada Tulicienta o Tula Choladriguez
- Verónica Linares, nombrada Verónica Lunares
- Paula Marijuán, nombrada Paula Marijuana
- Magaly Solier, nombrada Magaly Soldiez
- Ollanta Humala, nombrado Olallanta Chumala
- César Cueto, nombrado el Loro Cueto
- Yahaira Plasencia, nombrada la Yaha
- Pedro Castillo, nombrado Pedro Castigo

## Filmografía

### Televisión
| Año           | Título                          | Rol          | Difusión                |
| ------------- | ------------------------------- | ------------ | ----------------------- |
| 1994-1997     | Trampolín a la fama             | Concursante  | Panamericana Televisión |
| 1994-1997     | Las mil y una de Carlos Álvarez | Actor cómico | Frecuencia Latina       |
| 1998-1999     | Caiga quien caiga               | Actor cómico | Andina de Televisión    |
| 1999          | Los Álvarez                     | Actor cómico | TV Perú                 |
| 2001          | Parlamiento                     | Actor cómico | Canal A                 |
| 2000-2004     | Los Inimitables                 | Actor cómico | Frecuencia Latina       |
| 2004-2014     | El especial del humor           | Actor cómico | Frecuencia Latina       |
| 2017-2021     | El wasap de JB                  | Actor cómico | Latina Televisión       |
| 2020          | Princesas                       | Pistolas     | América Televisión      |
| 2021-presente | JB en ATV                       | Actor cómico | ATV                     |
| 2021-presente | Luz de luna                     | Tino         | América Televisión      |

### Cine
| Año  | Título       | Rol   |
| ---- | ------------ | ----- |
| 2015 | ¡Asu mare! 2 | Cameo |